# ألفرد فورد سكينر
ألفرد فورد سكينر (بالإنجليزية: Alfred Ford Skinner)‏ هو محامي وسياسي أمريكي، ولد في 24 سبتمبر 1862 في نيوآرك في الولايات المتحدة، وتوفي في 5 فبراير 1931. حزبياً، نشط في الحزب الجمهوري. وقد انتخب عضو جمعية نيوجيرسي العامة.